# 鈴木F族引擎
鈴木F族引擎是1970年代起日本鈴木公司開發製造的往復式汽油引擎，排氣量自0.5L至1.1L不等，大部份搭載於該公司所生產的輕型車。若不計入後文所敘的F8B型，1994年後逐漸由鈴木K族引擎替代。

## 沿革與概要
此族引擎源起第二代鈴木Jimny外銷專用（LJ80系），1972年開發之際乃鈴木第一具汽車四衝程循環引擎。後來該公司惟恐搭載二衝程循環引擎的第四代鈴木Fronte無法通過新制的昭和50年度汽車廢氣排放標準，遂以直列四缸、四衝程循環的F8A型為基礎，修改成直列三缸、排氣量543c.c.的F5A型，於是F5A型逐漸廣泛搭載於其他車種。
F族引擎的特徵在於上死點附近，汽缸蓋和活塞皆有心形凹陷（即燃燒室），油氣燃燒時形成渦漩狀而加快燃燒速度。但是這個特殊的構造並未使用於多汽門結構的型式。此族引擎的共同點為：直列型四衝程循環，凸輪軸以正時皮帶驅動，以及冷卻方式皆為水冷。

## F5A型
排氣量543c.c.的F5A型引擎，缸徑62.0mm、衝程60.0mm，馬力依據不同的調校程度分別為：
- 最大馬力29ps / 6,000rpm，扭力峰值41N·m / 4,000rpm
- 最大馬力31ps / 6,000rpm，扭力峰值44N·m / 4,000rpm

### F5A型（SOHC）
- 生産期間：1978年至1990年
- 燃油供給：三國30PCBI型化油器

車型：
- 1980年-1985年：第七代鈴木Carry ST40
- 1981年-1984年：第一代鈴木Alto SS40V
- 1981年-1984年：第五代鈴木Fronte SS40S
- 1982年-1985年：第一代鈴木Every ST41V
- 1982年-1987年：第二代鈴木Cervo SS40
- 1984年-1988年：第六代鈴木Fronte CB71
- 1984年-1988年：鈴木SB305（歐洲除外其他市場）
- 1985年-1987年：第八代鈴木Carry DA71T/DB71T

### F5A型（SOHC化油器式無中冷器渦輪增壓）
- 生産期間：1983年至1988年
- 燃油供給：化油器
- 渦輪增壓但無中冷器
- 最大馬力40ps / 6,000rpm，扭力峰值54N·m / 4,000rpm

車型：
- 1983年-1987年：第二代鈴木Cervo SS40 CT-G

### F5A型（SOHC渦輪增壓無中冷器）
- 生産期間：1986年至1990年
- 燃油供給：EPI電子控制燃油噴射
- 渦輪增壓但無中冷器
- 最大馬力42ps / 6,000rpm、最大扭力5.9kg・m / 4,000rpm

車型：
- 1986年-1987年：第二代鈴木Jimny

### F5A型（SOHC渦輪增壓附中冷器）
- 生產期間：1987年至1990年
- 燃油供給：EPI電子控制燃油噴射
- 渦輪增壓附氣冷式中冷器
- 最大馬力52ps / 5,500rpm、最大扭力7.2kg・m / 4,000rpm

車型：
- 1987年-1990年：第二代鈴木Jimny

### F5A型（SOHC 3汽門機械增壓）
- 生產期間：1987年至1989年
- 魯式機械增壓

車型：
- 1987年-1989年：第八代鈴木Carry（DA71T/DB71T）

### F5A型（DOHC 4汽門）
- 生產期間：1986年至1988年
- 最大馬力42ps / 7,500rpm

車型：
- 1986年-1988年：第二代鈴木Alto Twincam 12RS（CA72V/CC72V）
- 1987年-1988年：第六代鈴木Fronte Twincam 12GR（三門）/12FR（五門）（CB72）

### F5A型（DOHC 4汽門渦輪增壓附中冷器）
- 生產期間：1987年至1988年

車型：
- 1987年-1988年：第二代鈴木Alto Works（CA72V/CC72V）

## F5B型
排氣量547c.c.的F5B型為直列三缸SOHC的設計，屬於F5A型的短衝程版本，缸徑65.0mm、衝程55.0mm。

### F5B型（SOHC 12汽門）
- 生產期間：1988年至1990年
- 最大馬力40ps / 7,500rpm，扭力峰值4.3kg·m / 6,000rpm

車型：
- 1985年-1990年：第二代鈴木Every
- 1988年-1990年：第三代鈴木Cervo CG72V/CH72V
- 1988年-1989年：第七代鈴木Fronte CN11S/CP11S
- 1989年-1990年：第八代鈴木Carry DA41T/DB41T
- 1989年-1991年：第一代馬自達Scrum

### F5B型（DOHC）
- 生產期間：1989年至1990年

車型：
- 1989年-1990年：第三代鈴木Alto CN11S

### F5B型（SOHC 12汽門渦輪增壓附中冷器）
可輸出最大馬力58hp / 6,500rpm、扭力峰值7.4kg·m / 4,000rpm，可和三速自排或五速手排變速箱組合，同時也可選擇前輪驅動和全時四輪驅動的模式。
- 生產期間：1988年至1990年

車型：
- 1985年-1990年：第二代鈴木Every
- 1987年-1991年：第八代鈴木Carry
- 1988年-1990年：第三代鈴木Alto Works（S系、ie系）
- 1989年-1991年：第一代馬自達Scrum

### F5B型（DOHC 12汽門渦輪增壓附中冷器）
可輸出最大馬力64hp / 7,500rpm、扭力峰值7.8kg·m / 4,000rpm，可和三速自排或五速手排變速箱組合，同時也可選擇前輪驅動和全時四輪驅動的模式。
- 生產期間：1988年至1990年

車型：
- 1988年-1990年：第三代鈴木Alto Works（RS系）

## F6A型
F6A型的排氣量是657c.c.，缸徑65.0mm、衝程66.0mm，採取直列三缸的佈局；按照不同的配置區分成許多亞型。

### F6A型（SOHC）
- 生產期間：1990年至2001年

車型：
- 1990年-1994年：第三代鈴木Alto CN21S/CP21S/CL21V/CM21V
- 1990年-1991年：第一代馬自達Scrum
- 1990年-1991年：第二代鈴木Every
- 1991年-1999年：第九代鈴木Carry
- 1991年-1999年：第二代馬自達Scrum
- 1998年-2001年：第二代馬自達AZ-Wagon
- 1998年-1999年：第四代馬自達Carol
- 1999年-2013年：第十代鈴木Carry
- 1999年-2013年：第三代馬自達Scrum

### F6A型（SOHC 4汽門）
- 生産期間：1990年至2001年

車型：
- 1990年-1994年：第三代鈴木Alto CN21S/CP21S/CL21V/CM21V
- 1993年-1997年：第一代鈴木Wagon R CT21S

### F6A型（SOHC渦輪增壓無中冷器）
- 生産期間：1997年至2000年

車型：
- 1997年-1999年：第九代鈴木Carry KU級 DC51T/DD51T

### F6A型（SOHC渦輪增壓附中冷器）
可和三速自排或五速手排變速箱組合，同時也可選擇前輪驅動和全時四輪驅動的模式。
- 生產期間：1990年至2001年

F6A型經歷過不同程度的調校，最大馬力及扭力分別如下所示：
- 1990年2月至1991年6月：最大馬力55ps / 5,500rpm、最大扭力8.7kg・m / 3,500rpm。
- 1991年6月至1995年2月：最大馬力58ps / 5,500rpm、最大扭力8.8kg・m / 3,500rpm。
- 1995年2月至1998年10月：最大馬力64ps / 6,000rpm、最大扭力10.0kg・m / 4,000rpm。
- 1998年10月至2001年9月：最大馬力60ps / 6,000rpm、最大扭力8.5kg・m / 4,000rpm，原廠稱呼為「Si Turbo」[2]。

車型：
- 1990年-1995年：第三代鈴木Alto Works Turbo i.e.
- 1990年-1998年：第二代鈴木Jimny JA11/JA12
- 1990年-1991年：第一代馬自達Scrum
- 1991年-1999年：第九代鈴木Carry
- 1991年-1999年：第二代馬自達Scrum
- 1993年-1997年：第一代鈴木Wagon R
- 1994年-1998年：第四代鈴木Alto
- 1998年-2000年：第五代鈴木Alto
- 1998年-2001年：第二代馬自達AZ-Wagon
- 1999年-2001年：第十代鈴木Carry DA52T/DB52T
- 1999年-2005年：第四代鈴木Every DA52/DB52
- 1999年-2013年：第三代馬自達Scrum

### F6A型（DOHC 4汽門渦輪增壓附中冷器）
可輸出最大馬力64hp / 6,500rpm、扭力峰值8.7kg·m / 4,000rpm，可和三速自排或五速手排變速箱組合，同時也可選擇前輪驅動和全時四輪驅動的模式。
- 生產期間：1990年至1995年

車型：
- 1990年-1995年：：第三代鈴木Alto Works R
- 1991年-1995年：鈴木Cappuccino
- 1992年-1995年：Autozam AZ-1
- 1993年-1995年：鈴木Cara
- 2001年-2013年：第十代鈴木Carry DA62T/DA63T/DA65T

### F6A型（DOHC 12汽門渦輪增壓附中冷器）
此亞型渦輪增壓引擎可分成二種：第一種搭配16位元之ECU，可產生64ps / 6,500rpm的最大馬力、10.5kg·m / 3,500rpm的最大扭力；第二種則配合舊式8位元ECU，可輸出最大馬力64ps / 6,000rpm、扭力峰值10.0kg·m / 4,000rpm。
- 生產期間：1994年至1998年

車型：
- 1994年-1998年：第四代鈴木Alto Works Turbo RS/Z（16位元ECU）
- 1994年-1998年：第四代鈴木Alto Works Turbo ie/s（8位元ECU）

## F6B型（DOHC 4汽門渦輪增壓附中冷器）
排氣量658c.c.的F6B型之缸徑65.0mm、行程49.6mm、壓縮比8.3：1，採直列四缸、DOHC之設置，最大馬力64ps / 7,000rpm，扭力峰值8.4kg·m / 3,500rpm。
- 生產期間：1990年至1998年

車型：
- 1990年-1998年：第四代鈴木Cervo Mode SR-Four CN31S/CP31S

## F8A型（SOHC）
排氣量797c.c.的F8A型乃是該公司第一具四衝程引擎，缸徑62.0mm、行程66.0mm、壓縮比8.7：1，採取直列四缸、SOHC的設計。最大馬力22kW / 5,000rpm，扭力峰值55N·m / 3,000rpm-3500rpm。車型：
- 1977年-1982年：第一代鈴木Jimny SJ20/LJ80/LJ81
- 1977年：第六代鈴木Carry ST80
- 1979年：第七代鈴木Carry ST90
- 1977年-1982年：第一代鈴木Cervo SS20（智利）

此外，中國東安發動機製造公司（現已與哈爾濱飛機工業集團合併）曾在1980年以F8A型引擎為基礎，研發重製為「DA462型」引擎，仍採水冷式直列四缸四衝程SOHC的佈局設計，可輸出最大馬力35ps / 5,500rpm、最大扭力52.5N·m / 3,500rpm。車型：
- 1986年：哈飛松花江牌WJ110/WJ111型

## F8B型（SOHC）
排氣量796c.c.的F8B型也是四衝程、SOHC、水冷式的設計，但為直列三缸。缸徑68.5mm、行程72.0mm、壓縮比8.7：1，搭配三國DIDS 2430型化油器可輸出最大馬力29.5kW / 5,500rpm、扭力峰值59N·m / 3,000rpm。車型：
- 1979年迄今：鈴木Bolan（巴基斯坦）
- 1980年-1984年：鈴木Alto SS80（紐西蘭）：事實上以第五代鈴木Fronte之車身配置F8B型引擎而成
- 1981年-1984年：第一代鈴木Alto
- 1983年：一汽吉林吉林牌JL110型（中國）
- 1983年-2014年：馬魯蒂800
- 1984年-1988年：鈴木Alto CB91（歐洲）
- 1984年-1988年：：鈴木SB308（歐洲除外其他市場）
- 1985年迄今：馬魯蒂Omni（印度）
- 1989年迄今：鈴木Mehran（巴基斯坦）
- 1994年-2001年：安馳MC6330E（中國）

## F8C型（SOHC）
排氣量796c.c.的F8B型也是四衝程、SOHC、水冷式的設計，但為直列三缸。缸徑68.5mm、行程72.0mm、壓縮比8.7：1，搭配化油器可輸出最大馬力49ps / 6,000rpm、扭力峰值71.5 N·m / 4,000rpm。南韓大宇汽車基於此具引擎，1991年開發出S-TEC型引擎。車型：
車型：
- 1991年-2001年：大宇Tico/Fino（英语：Daewoo Tico）
- 1991年迄今：大宇Damas/Labo/Attivo

## F8D型（SOHC）
F8D型由馬魯蒂鈴木公司開發製造，其機械參數與F8B型相同，搭配五速手排變速箱可輸出最大馬力48bhp / 6,000rpm、扭力峰值69N·m / 3,500rpm。車型：
- 2000年-2014年：馬魯蒂Alto 800
- 2012年迄今：馬魯蒂Alto 800

## F10A型（SOHC）
排氣量970c.c.的F10A型屬於直列四缸SOHC之構造，缸徑65.5mm、衝程72.0mm，最大馬力45hp / 5,500rpm，扭力峰值7.5kg·m / 3,000rpm。1996年中國東安發動機製造公司（現已與哈爾濱飛機工業集團合併）曾以F10A型引擎為基礎，研發重製成DA465型引擎，仍採水冷式直列四缸四衝程SOHC的佈局設計，可輸出最大馬力55ps / 5,300rpm、最大扭力72N·m / 4,000rpm。至於1992年在臺灣上市的福特好幫手Pronto，搭配單管下吸式化油器和五速手排變速箱後的最大馬力55ps / 5,300rpm、扭力峰值9.1kg·m / 3,200rpm。車型：
- 1978年-1982年：第一代鈴木Cervo SC100（歐洲）
- 1982年-1985年：第二代鈴木Jimny 1000/SJ410/Samurai、鈴木Potohar（巴基斯坦）
- 1982年：第六代鈴木Carry ST100（印尼）
- 1985年-1991年：鈴木Super Carry、貝德福德Rascal、佛賀Rascal、GME Rascal（歐洲）
- 1985年-2000年：馬魯蒂Gypsy MG410（印度）
- 1988年-1999年：第二代鈴木Cultus/Swift/鈴木Forsa II SF410（某些發展中國家市場，如厄瓜多爾）
- 1990年-1993年：馬魯蒂1000
- 1992年-1999年：福特好幫手Pronto（臺灣）
- 1999年-2006年：鈴木Karimun（印尼）
- 1996年-2002年：江西昌河鈴木CH1018昌鈴王（中國）
- 2000年-2012年：鈴木Alto RA410（巴基斯坦）

## F10D型（SOHC）
排氣量1,061c.c.、直列四缸、SOHC構造的F10D型引擎乃自2001年起由馬魯蒂鈴木公司開發製造，專門供應印度國內市場。缸徑68.50mm、行程72.00mm、壓縮比10.0：1，供油系統採MPFi多點噴射，可輸出62ps / 6,000rpm的最大馬力及85.0N·m / 3,200rpm的最大扭力。後來換裝32位元的ECU後，馬力小昇至64ps。由於無法通過歐盟四期汽車廢氣排放標準，2009年9月馬魯蒂鈴木宣佈此具引擎將自2010年起退役。車型：
- 2000年-2010年：馬魯蒂Wagon R
- 2001年-2014年：馬魯蒂Alto 1000
- 2006年-2009年：馬魯蒂Zen Estilo

## 內部連結
- 鈴木引擎列表

## 外部連結
- （日語）スズキ：F5B型エンジン （页面存档备份，存于）
- （日語）スズキ：F6A型エンジン
- （日語）スズキ：F6B型エンジン